# Заостров’я (Новгородська область)
Заостров’я (рос. Заостровье) — присілок в Парфінському районі Новгородської області Російської Федерації.
Населення становить 2 особи. Входить до складу муніципального утворення Федорковське сільське поселення.

## Історія
Від 2004 року входить до складу муніципального утворення Федорковське сільське поселення.

## Населення
| 2010 |
| ---- |
| 2    |